# Hudson Hornet
Hudson Hornet — повнорозмірний автомобіль, що випускався компанією Hudson Motors в Детройті, штат Мічиган з 1951 по 1954 рік і потім American Motors з 1955 по 1957 рік в Кеноші, штат Вісконсін.
Hudson Hornet першого покоління мав функціональний обтічний дизайн; днище і шасі мало знижений центр ваги, що дозволило машині показувати хороші результати в перегонах.
Hornet другого покоління — оновлена модифікація Неш, яка продавалася під маркою Hudson до 1957 року.

## Перше покоління

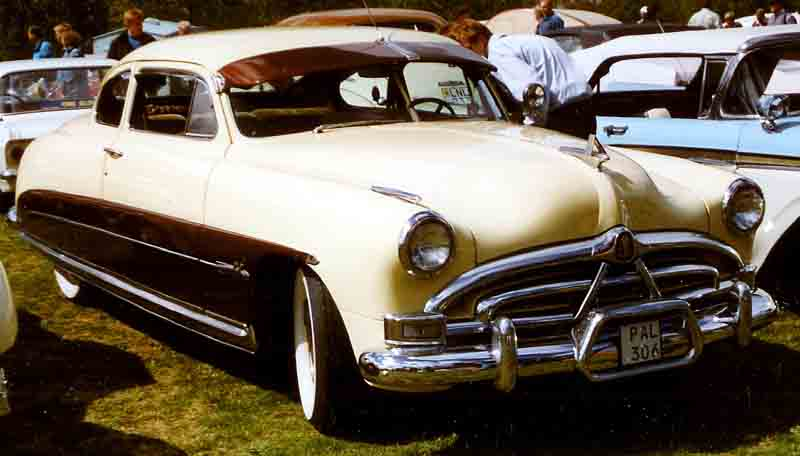
Hudson Hornet Club Coupe 1951 року

Hornet був введений для 1951 модельного року і ґрунтувався на дизайні «step-down», представленому ще в 1948 році на моделі Commodore. Це конструктивне рішення являло собою об'єднання кузова і рами в єдину структуру з вбудовуваним днищем між рамою автомобіля. Укупі зі зниженим центром тяжіння автомобіль мав стильний і обтічний вигляд і був розрахований на комфортабельне перевезення шістьох осіб.

### 1951

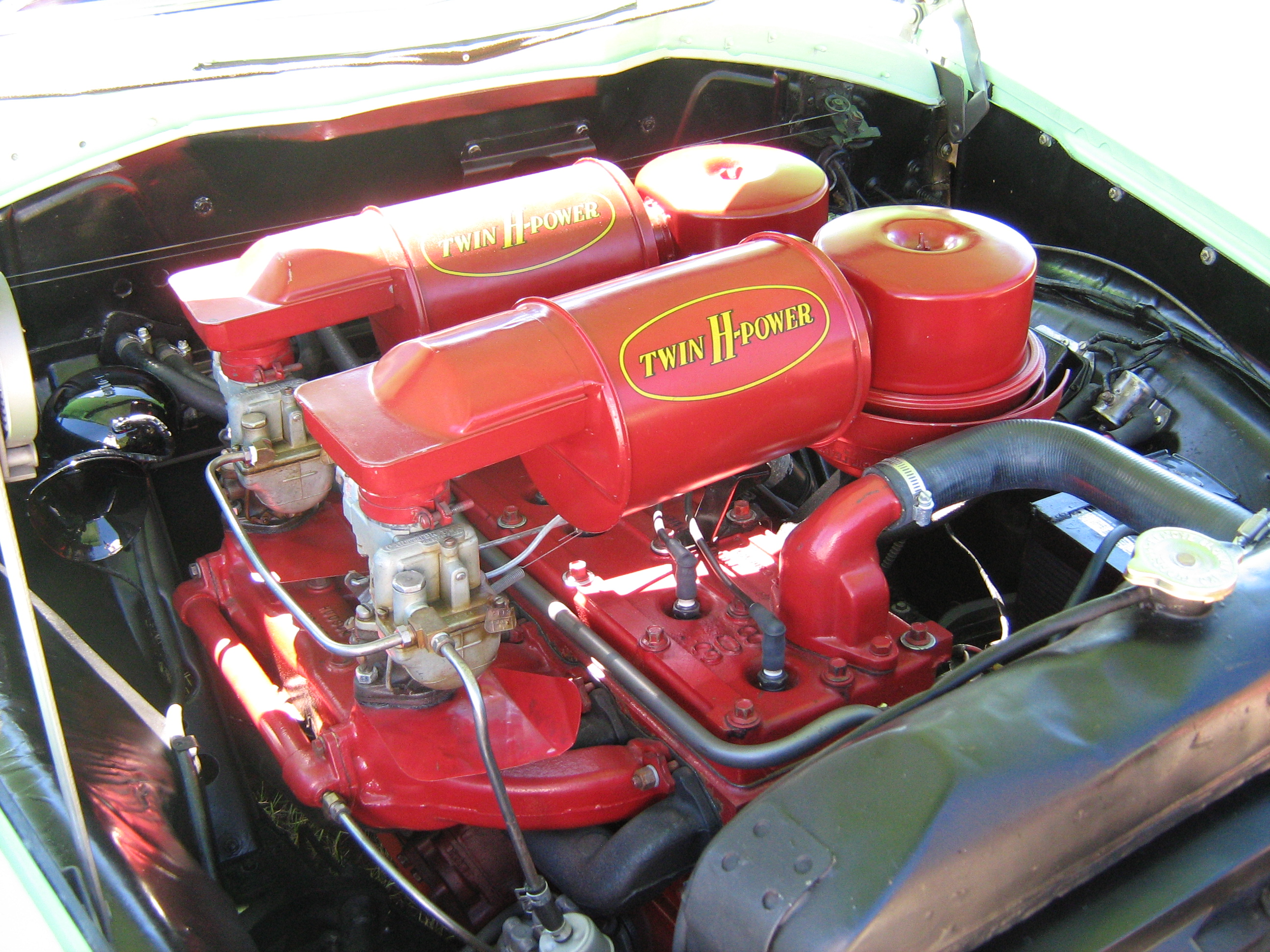
Двигун «Twin H-Power» Hudson Hornet

Hornet пропонувався з кузовами 2-дверний купе, 4-дверний седан, кабріолет і хардтоп. Моделі мали вартість, порівнянну з Commodore Eight — від $2543 до $3099.
Всі автомобілі оснащувалися рядним 6-циліндровим двигуном «H-145» з високим ступенем стиснення обсягом 308 куб. дюймів (5,0 л). Обладнаний двокамерним карбюратором, він розвивав потужність 145 к. с. (108 кВт) при 3800 об/хв і 373 Н-м крутному моменті. За словами Маршалла Тіга, максимальна швидкість могла становити 112 миль/год (180,2 км/год). Hornet отримав сертифікат AAA від NASCAR.
З листопада 1951 року автомобілі за бажанням замовника могли оснащуватися мотором «Twin H-Power» за ціною $85,60.
У 1951 році випущено 43,656 автомобілів.

### 1952
У 1952 році двигун «Twin H-Power» стає варіантом в стандартній комплектації. З двома карбюраторами і подвійним впускним колектором потужність зросла до 170 к. с. (127 кВт). Потужність двигуна могла бути збільшена до 210 к. с. (157 кВт) в комплектації 7-X. У 1952 і 1953 роках Hornet зазнав незначних косметичних змін.
У 1952 році випущено 35,921 машин.

### 1953
У 1953 році Hudson Hornet отримали незначну зміну решітки радіатора і орнаменту на капоті. В цьому році вироблено 27,208 машин.

### 1954
Для 1954 року Hudson Hornet піддався редизайну, отримавши оновлені задні ліхтарі, вигнуте лобове скло, сучасні приладову панель і інтер'єр. Однак зміни сильно запізнилися для підвищення продажів.
Автомобілі, як і раніше не мали V8-моторів і оснащувалися рядним 6-циліндровим 308-кубовим двигуном (160 к. с., 119 кВт), а також «Twin-H-Power» (7-X) потужністю 170 к. с. (127 кВт).
Кабріолет Hornet Brougham продавався за $3288 в 1954 році.

До злиття Hudson з Nash-Kelvinator в 1954 модельному році виробництво склало 24,833 одиниць.

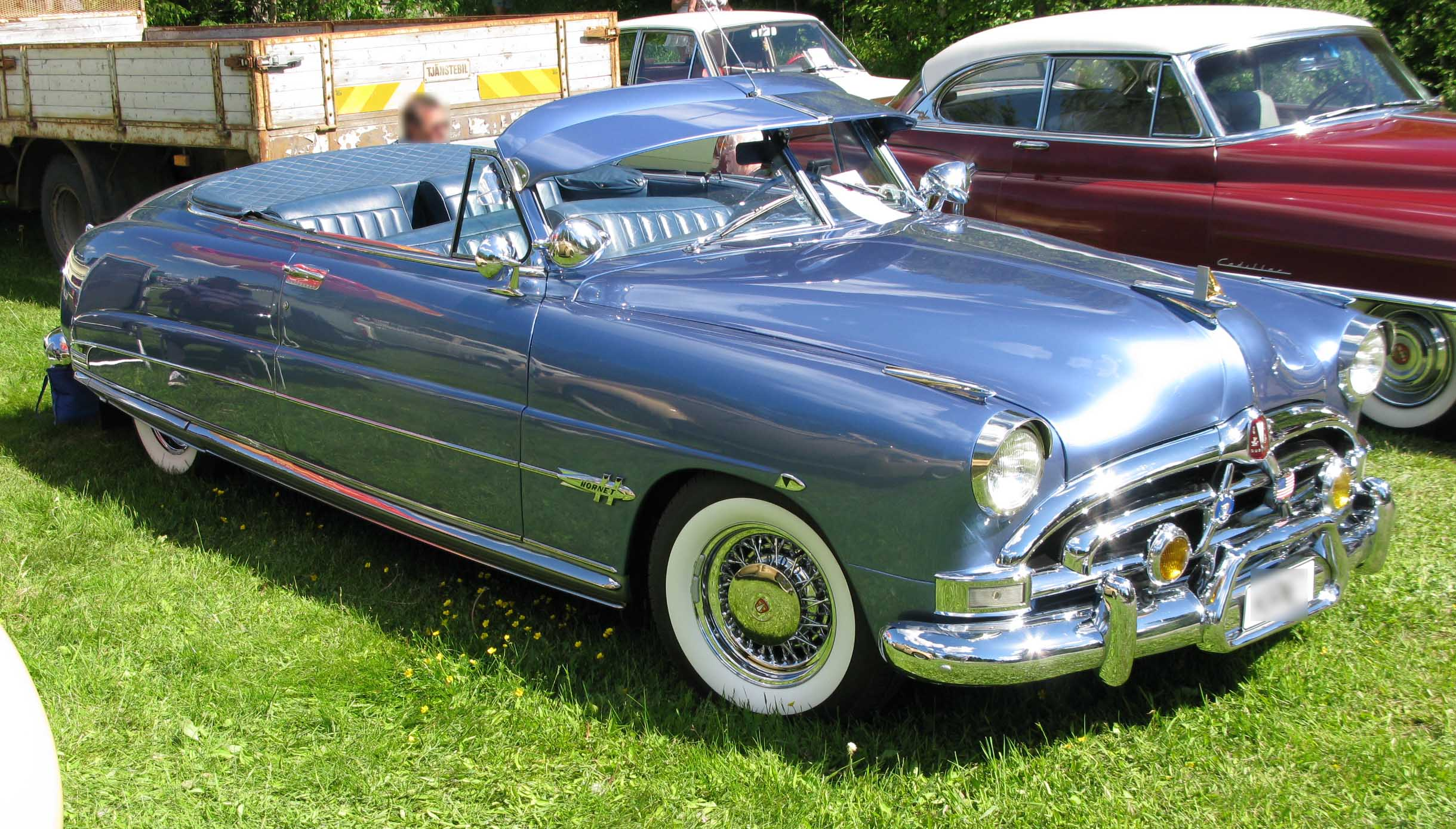
Hudson Hornet Convertible Brougham 1951 року
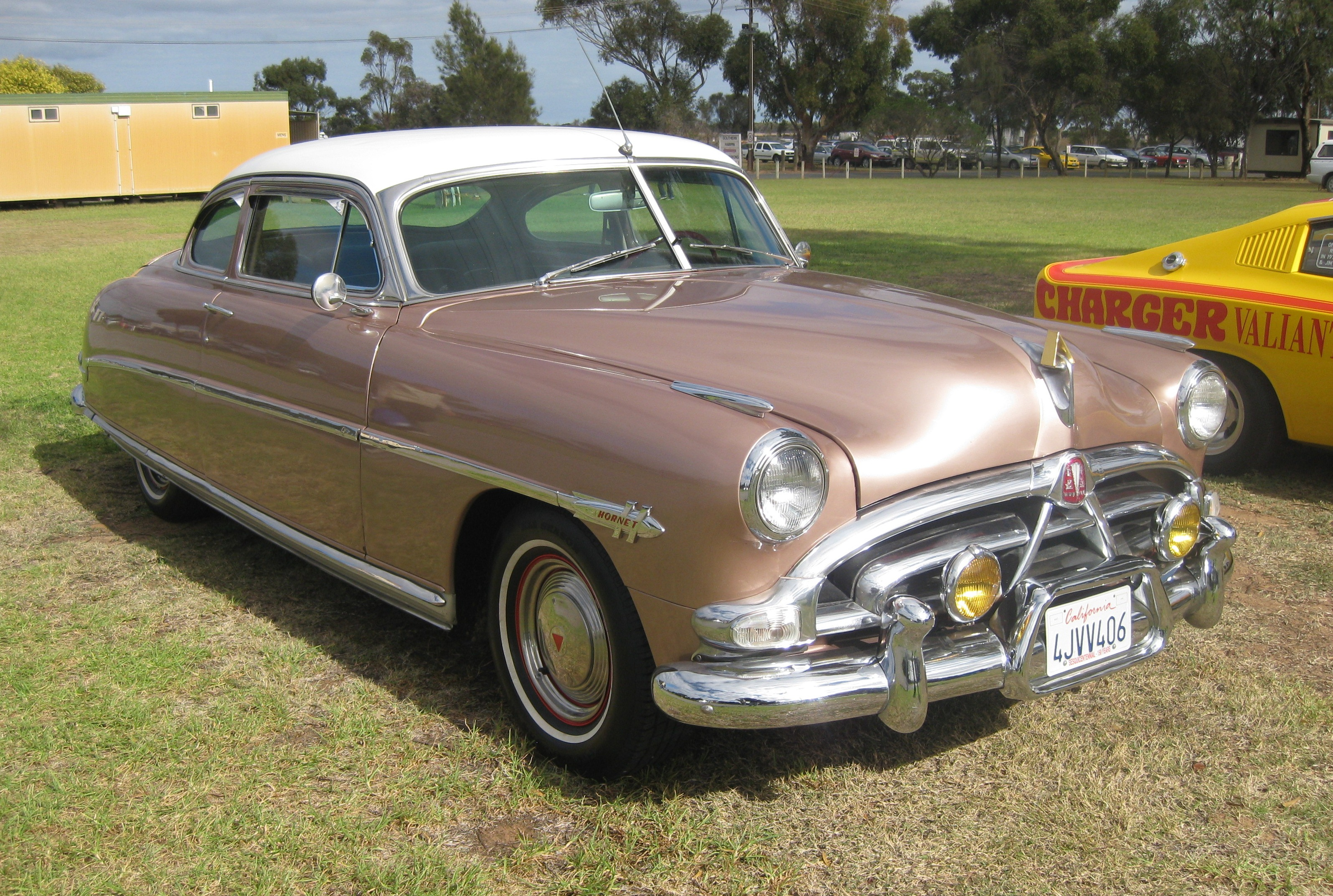
Hudson Hornet Club Coupe 1952 року
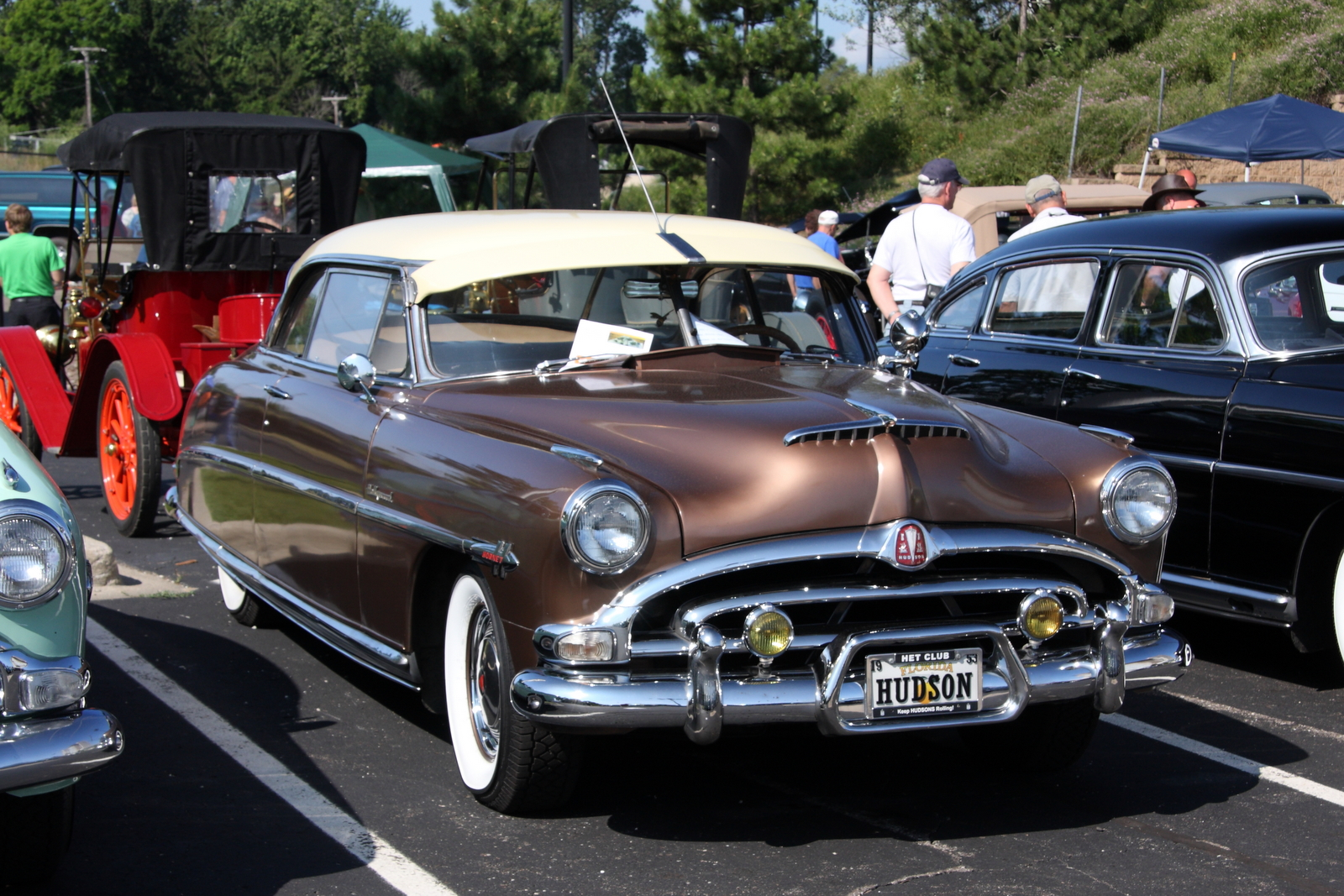
Хардтоп Hudson Hornet Hollywood 1953 року
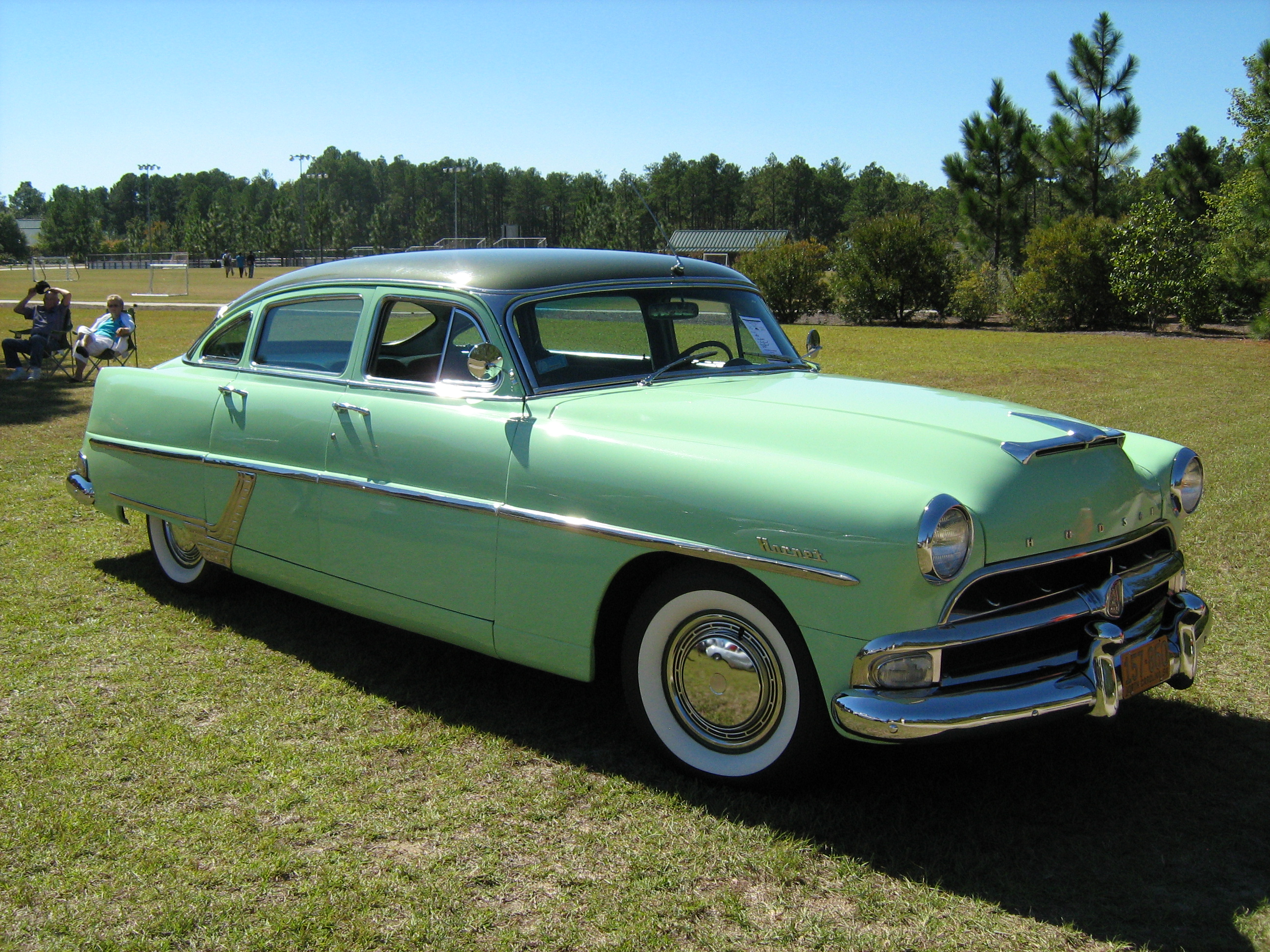
4-дверний седан Hudson Hornet 1954 року
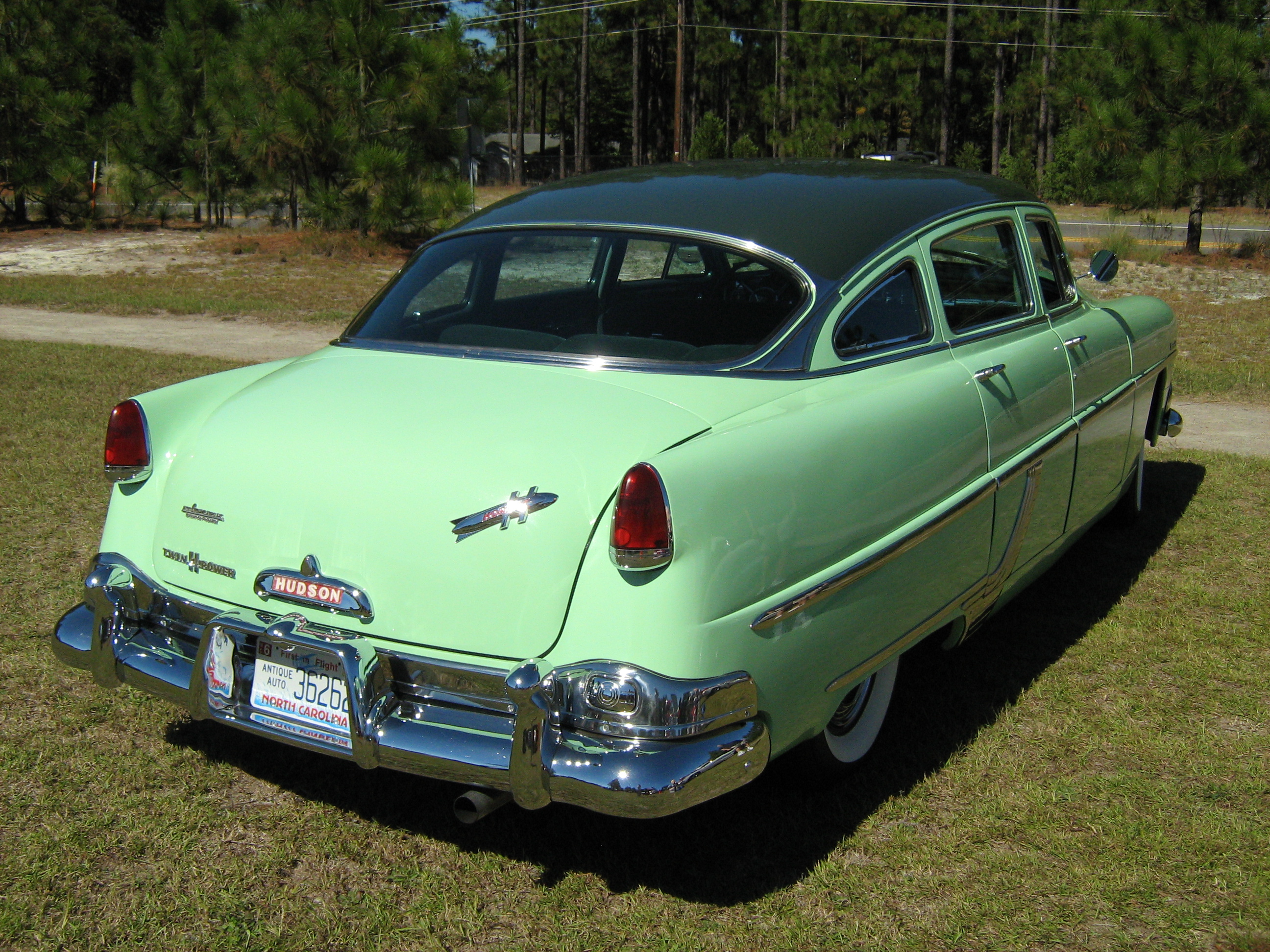
4-дверний седан Hudson Hornet 1954 року

## Участь в NASCAR
Автомобілі Hudson Hornet неодноразово брали участь в гонках і домінували серед серійних гоночних машин на початку 1950-х років.
У 1952 році Маршалл Тіг (Marshall Teague) закінчив ААА—сезон 1952 року, випередивши найближчого суперника на 1000 очок і здобувши перемогу в 12 з 13 минулих заїздів. Hornet під керуванням водіїв Херба Томаса (Herb Thomas), Діка Ратманна (Dick Rathmann), Ела Келлера (Al Keller), Френка Мандианда (Frank Mundyand) і Тіма Флока (Tim Flock) здобув 27 перемог в NASCAR. Автомобіль Тіга, який здобув 14 перемог протягом сезону в кільцевих гонках ААА, отримав назву «Fabulous Hudson Hornet». В загальному підсумку, Hornet здобув 40 перемог у 48 заходах з відсотком виграшу %83.
У підсумку, Hudson здобував перемоги в 24 з 37 NASCAR Grand National races в 1952 році, 22 з 37 в 1953 році і 17 з 37 в 1954 році, що було значним результатом для подібного автомобіля.
Оригінальний «Fabulous Hudson Hornet» в даний час перебуває в Іпсіланті, штат Мічиган в музеї «Ypsilanti Automotive Heritage Museum». Раніше в будівлі музею розташовувався Miller Motors, останній дилер Hudson у світі.

## Друге покоління
У свій останній модельний рік Hornet став продуктом новоствореної American Motors Corporation (AMC). Після злиття в 1954 Hudson Motor Car Company і Nash-Kelvinator в єдину компанію, виробництво автомобілів в Детройті припинилося і було перенесено на заводи Nash в штат Вісконсін. Всі нові автомобілі відтепер базувалися на платформі Nash з емблемами Hudson.

### 1955
Нова модель була введена в січні 1955 року внаслідок проблем інженерів AMC з розробкою «двох геть різних машин на однаковій платформі».
Геть новий Hornet 1955 року мав консервативний дизайн в порівнянні з конкурентами. Автомобіль відтепер пропонувався тільки з кузовами седан і хардтоп. Hornet оснащувався 320-кубовим (5,2 л) V8—двигуном Packard потужністю 208 л. с. (155 кВт) і автоматичною трансмісією Ultramatic. Задня підвіска мала трубчасту систему для карданного валу, а також подовжені передні пружини.

Разом з моделями Неш, нові Hudson мали широкі передні сидіння, ефективну і економічну систему кондиціонування Weather Eye, з вартістю $395. Автомобільний журналіст Флойд Клаймер (Floyd Clymer) відгукувався про Hudson Hornet як про найбезпечніший американський автомобіль внаслідок зварного кузова, високоефективної гальмівної системи, хорошої керованості і маневреності.

### 1956
Для 1956 модельного року керівництво AMC вирішило оновити Hornet, для чого був запрошений дизайнер Річард Арбіб (Richard Arbib). Дизайн нових Hornet і Wasp був названий ним «V-Line Styling», оскільки використовував форму «V» в оформленні інтер'єру і екстрьеру; в поєднанні з триколірною комбінацією автомобіль був помітним і унікальним. Однак це не допомогло запобігти різкому падінню продажів з 13,130 до 8152 машин в 1956 році.

### 1957

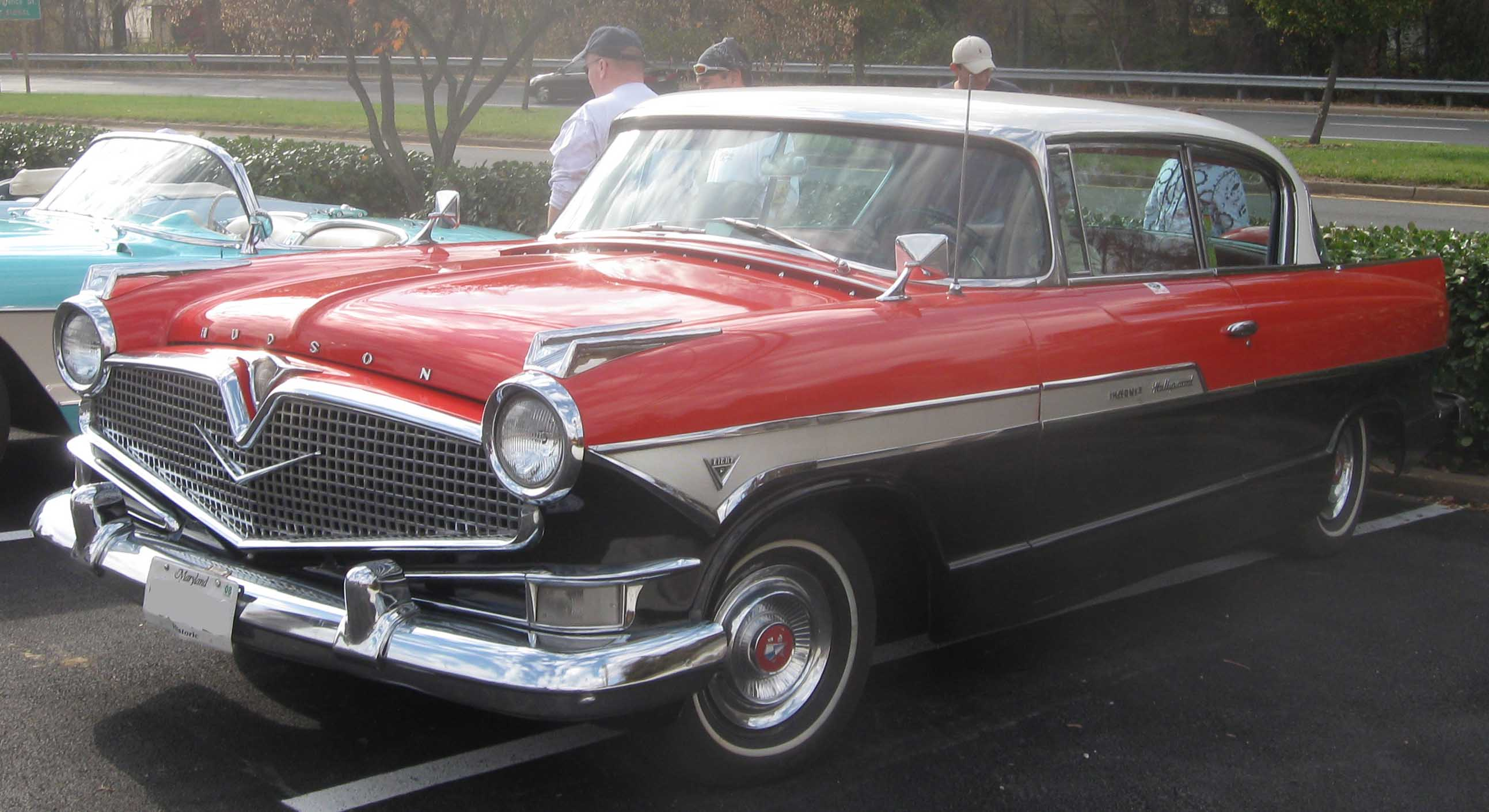
2-дверний хардтоп Hudson Hornet Hollywood другого покоління (1957 рік)

У 1957 році Hornet мав версії «Super» і «Custom» і пропонувався тільки з кузовами 4-дверний седан і 2-дверний хардтоп «Hollywood». В цьому році відмітними особливостями «V-Line Styling» сталі «яйцеподібне» оформлення решітки радіатора, хромовані бічні молдинги і п'ять триколірних варіантів забарвлення для моделей «Custom». Незважаючи на зниження ціни і збільшення потужності (двигун AMC об'ємом 327 куб. дюймів (5,4 л) потужністю 255 к. с. (190 кВт), продажі продовжували знижуватися, впавши до 3108 одиниць.
У підсумку, виробництво моделі Hornet було припинено 25 червня 1957 року. У цьому ж році остаточно скасовується торгова марка Hudson і всі автомобілі AMC отримують індекс «Rambler».

## Спадщина
Hudson Hornet 1951 року отримав статус «автомобіля року» в книзі «Seventy-five years of noteworthy automobiles» автомобільного журналіста Генрі Боллза Лента (Henry Bolles Lent).
Для 1970 модельного року, AMC відродила індекс «Hornet» для свого нового компактного автомобіля, який прийшов на зміну Rambler American — AMC Hornet.
У 2006 році був розроблений невеликий передньопривідний концепт-кар — Dodge Hornet.
Hudson Hornet є одним з персонажів анімаційного фільму «Тачки» виробництва студії Disney Pixar, а також присутній в кількох комп'ютерних іграх за його мотивами.
Автомобіль Hudson Hornet доступний для покупки і їзди в грі Driver: San Francisco.